# 白川次郎
白川 次郎（しらかわ じろう、1945年11月5日 - ）は、高知県南国市生まれの元日本短波放送・ラジオたんぱ・ラジオNIKKEIアナウンサーで、コーラルアイランドに所属するフリーアナウンサー。

## 幼少時代より

### 生い立ち〜四国時代
1945年11月5日、国鉄・汐留駅で物資輸送の仕事をしていた父の最初の赴任先である高知県で生まれる。長姉・道子、兄・通、次姉・紀子に次ぐ4人兄弟の末っ子で、姉や兄の名前にはそれぞれ由来や意味があるにもかかわらず、自分だけ次男だから「次郎」と単純に名付けられた事に随分と抵抗があったという。父は高知県・土讃線の後免駅を皮切りに毎年のように転勤したため、彼自身は高知での記憶が全く無く、四国時代の記憶は愛媛県の松山に居た時代で、松山城の城山で竹を切ってチャンバラをしたり、お濠で鮒を釣ったりして過ごしていた。
学者肌の父は子供達を叱る事はあっても手を出すことは無かったのだが、水戸藩の武士の孫である母は物差しで叩いたりお灸をすえるなど徹底して子供を叱っていた。その母は家事をする傍ら彼に音読をさせ、声に出して文章を読む習慣をつけた。この習慣が、のちに彼が就くアナウンサーの仕事に大きく影響する。それは音読を重ねていくうちに、目で見た活字をすぐ口にするとどうしても次にどんな字が出てくるのか迷いながら読む事になるので、目で見た活字を一度記憶してから読み上げ、その間に目は次の活字を記憶するという技術を習得した。後にアナウンサーになった彼は、この技術がアナウンサーの仕事にとって大きな財産になった事を実感する。

### 上京〜高校時代
小学校に入学する直前の1952年3月末、「子供達には東京で教育を受けさせたい」という父の一念で四国・松山から江東区・大島へ上京。新居は竪川・横十間川・小名木川などの運河に囲まれ、台風が来る度に床下浸水するような江東ゼロメートル地帯だった。小学校時代の彼はこの下町で、野球・ビー玉・メンコ・ベイゴマなどの一連の遊びを体験した。一方、勉学では朗読の習慣が実についていたものの、朗読する文字は読めるのにその文字を書く事が出来ないという『読み』と『書き』の習熟度に著しい差が開いていた。そのアンバランスを補うために母から毎日漢字の書き取りを課せられてしまい、それが終わらないと遊びに行けなかったという辛い日々が続いた。
小学校卒業後は地元中学を経て都立高校へ進学する。高校時代は柔道に明け暮れ、黒帯を取得するまでに至る。その一方で放送部にも兼部したり、柔道部のメンバー達とバンドを組んで、司会兼ドラムの担当で文化祭のステージに立つなど充実した日々を過ごす。特に、バンドを組んで文化祭に挑んだ事は、「この時が自分の将来の重要なポイントになった出来事かもしれない」と振り返っている。そして、高校卒業後（1964年）は日本大学芸術学部放送学科へ進学する。

## 学生時代
大学へは広告業界を目指しての進学だった。その理由は、当時続々と開局した民放テレビ局の番組を見ていくと同時に、CMの面白さにも惹かれていて、「こんな面白い世界に参加できたらいいな」と考えた事からだった。しかし、広告業界を目指していたので専門科目は放送・一般コースを選択したものの、卒業論文の関係で所属するサークル的な要素の研究室ではアナウンスグループにエントリーしたり、新宿・歌舞伎町にある喫茶店「プリンス」でDJのアルバイトを経験していくうちに、いつしかアナウンサーを目指すようになっていった。
大学時代の思い出は、他大学のとは違った日大・芸術学部ならではのおもしろい授業もさることながら、今まで見た事もないような個性の強い同級生との出会いなど、高校時代までとは比較にならないほど視野が広くなった事だった。そして、大学生活も3年が経って4年生の就職活動期に入ると、本来の志望業界であった広告代理店には内定していたが、周りにいるアナウンサー志望の仲間たちが必死で情報を集めているのに感化され、一緒に目の色を変えて放送局の受験情報を集めだした。それでも、当時から狭き門だったアナウンサー試験は、半ば記念受験のつもりで臨んでいた。
就職活動で受験できた放送局は日本テレビ、ニッポン放送、札幌テレビ、毎日放送、日本短波放送（現：日経ラジオ社）だった。日本テレビは1次試験で終わり、ニッポン放送は最終選考まで残ったが内定には至らなかった。そして、札幌テレビと毎日放送は東京での1次試験を通過して、それぞれの本社がある札幌と大阪での2次試験を待っていた段階だった頃、日本短波放送の内定通知が来て、1番早く就職が決まった日本短波放送への入社を決意する。

## 局アナ時代

### 新入社員時代
1968年、日本短波放送（現在の日経ラジオ社）に入社。同期は大学時代からの遊び仲間だった松村不二夫。当初は農業関係のニュースや市況、気象情報、CM、番組の前後の紹介アナウンスの録音や、大手町の日本経済新聞社の中にあるブースに出向いて定時ニュースの担当などが日勤での業務で、夜勤は旺文社の『大学受験ラジオ講座』の前後のアナウンスやCM、放送終了前の気象情報、翌朝5時の放送開始アナウンスなどの宿直担当が主な業務だった。しかし、憧れのアナウンサーとしてのスタートは切ったものの、アナウンサーになる事自体が大きな目的だったため、「こんな番組をやってみたい」とか「このスポーツの実況がしたい」といったその先の目標が無く、アナウンサーになって何がしたいのかを考える事ができなかった。これは、研修期間を経て実務に入ってからもその答えは見つからず、ただ与えられた仕事をこなしていくだけの日々を送っていた。
入社2年目の春、スポーツ担当のプロデューサーに後楽園球場へ連れられて『プロ野球ハイライト』（彼が入社した当時、プロ野球中継はすでに終了していた）を手伝うようになる。スコアシートのつけ方から教わり、後に情報アナウンサーとして出演するようになる。この現場で野球の実況をしている田島喜男の後ろ姿を見つめながら、「こういうアナウンスがしてみたい」と野球実況に対する憧れを抱き、入社直後から模索し続けてきたアナウンサーになってからの目標をようやく見つける事ができた。
先輩アナウンサーの後について球場に通い、野球実況の練習を重ねている中、リトルリーグ国内大会決勝戦中継の実況担当に抜擢され、さっそく実況のチャンスが巡ってきた。しかし、降って湧いたように飛び込んできた実況デビューの話は、まだ実況の形が充分ついてない状態で臨まなければならなかったので、喜びよりも緊張の方が大きかった。当日は準決勝戦2試合をバックネット裏の仮設放送席で見た後に決勝戦の実況を行ったのだが、明るい日差しの下で2試合を連続で見たために、いざ実況という時にはバックネットの金網が目に焼き付いてしまい、空を見ても目をつぶっても金網の模様がチラつくという悪いコンディションで臨まなければならなかった。さらに、体力の配分が出来ずに初回から飛ばしてしまい、体力が続かなくなると集中力が低下して、その影響が実況に現れる。3回を過ぎたあたりから選手名やボールカウント、アウトカウントの間違いといったイージーミスが多発し、肩や背中を中心に体が固くなり、声が続かなくなっていった。そして、試合終了直後は充実感や反省どころではなく、「これでやっと目がつぶれる」といった安堵感だけが残ったほろ苦い実況デビューだった。その後も、丁寧な教えを受けながら実況デビューの時に出た課題を克服し、最終的にはプロ野球ハイライト用の実況も担当するようになる。

### 競馬中継転向後
入社3年目の1971年に『プロ野球ハイライト』が終了。その頃、先輩である長岡一也から「これから短波放送で生きていこうと思ったら、絶対に競馬をやるべきだ!」と強く勧められて競馬中継の担当に加わる。しかし、当時まだ社会的な認知度が低かった競馬に対して好印象を持っていなかった事に加え、競馬実況研修を受けた際のあまりの難しさに「これはとてもできない」と感じてしまったため、競馬中継の仕事に対する姿勢は消極的で、ついには競馬場に向かう電車の中で何度も溜め息をついてしまうくらい嫌いになっていった。これに業を煮やした大先輩の早坂昇治は、彼に競馬場への出入り禁止を言い渡す。この一件で奮起した彼は、長岡を通じて早坂に謝罪し、再び競馬中継に携わるようになる。実況の方も当時第一線で活躍していた早坂昇治・田島喜男・小林皓正・長岡一也といった先輩達から厳しいチェックを受け、次第に頭角を現すようになる。そして1972年秋に結婚し、翌1973年には長女が誕生する。その頃には競馬中継でも実況ローテーションに加わるようになっていった。
1974年3月31日、初めて重賞競走である第24回ダイヤモンドステークス（勝馬：ゴールドロック）を実況する。これは彼が大阪支社へ転勤が決まったことに対する餞別実況だった。大阪支社勤務時代は中継・取材と競馬の仕事が中心で、同世代の北野守や藤田直樹の存在も良い刺激となり、この時代が「自分自身にとっていちばん充実し、成長した時期」と懐述している。なお、大阪へ転勤した1974年の秋には、クラシックレースである第35回菊花賞（勝馬：キタノカチドキ）の実況担当に大抜擢される。その2年後の1976年春に東京本社に戻る事になるが、その餞別として今度は第36回桜花賞（勝馬：テイタニヤ）を実況している。

### いよいよダービー実況アナに
東京本社へ戻った後、オークスや天皇賞（秋）、有馬記念など大レースの実況を次々と担当。ラジオたんぱにおける競馬実況の看板アナとして活躍する。そして、1987年に初めて日本ダービー（勝馬:メリーナイス）の実況を担当。以降、2003年（勝馬:ネオユニヴァース）まで通算13回の日本ダービーを実況した。ちなみに、彼自身の日本ダービー連続実況は、1994年（勝馬:ナリタブライアン）〜2000年（勝馬：アグネスフライト）までの連続7回が最長。
低音で、歯切れのよいアナウンスが特徴。メインレースでファンファーレ直後の実況第一声を「お待たせいたしました」と言うのは彼ならではの演出である（必ずではないがよく使っていた）。また、オグリキャップの引退レースとなった有馬記念（1990年）では「さあ頑張るぞ、オグリキャップ!｣というフレーズを残している。そのほか、彼オリジナルのフレーズである最後の直線での「あと100（m）!」は、自身の著書のタイトルになるほど定着している。また、競馬中継の司会やイベント等の進行役を担当する際、普通のアナなら「そろそろ」と言うところを「ぼつぼつ」と言う。他にも、『中央競馬ハイライト』では番組の最後（締めの言葉）に｢明日（日曜日）は皆さん、頑張りましょうね｣と言うこともあった（主に日本ダービーや有馬記念の時が多い）。

### 定年退職後
社名がラジオたんぱの時代よりチーフアナウンサーを務め、2005年11月30日にラジオNIKKEIを定年退職。フリーになった後もラジオNIKKEIにて『中央競馬実況中継』など、競馬番組を中心に担当している。また、関東地方の独立UHF放送局で放送されていた、『中央競馬ハイライト』の土曜日キャスターとしても出演。実況の方は2004年の安田記念（勝馬：ツルマルボーイ）を最後にGIの実況を退き、以後はGI開催日以外は人員不足もあって関東主場分のレースを中心に担当していたが、2010年3月28日の中山開催を持ってレース実況からは引退することとなった。それ以後も、ラジオNIKKEI第1（関東主場）の午後の部（概ね13:15頃 - 16:45）のパートのパーソナリティーをほぼ毎日担当していたが、2014年6月29日の東京開催をもって競馬中継を卒業した。
競馬中継以外では、ラジオNIKKEIが主宰する、各種アナウンサー・キャスターなどの養成講座の講師を担当しており、後輩の育成にも力を入れている。その講座の一つである「レースアナウンサー養成講座」の受講者からは、中野雷太・舩山陽司（共にラジオNIKKEI）、細渕武揚（ラジオ日本）、清水久嗣（ニッポン放送）、三浦拓実（NHK→ラジオNIKKEI）、吉本靖（フリー）、大川充夫・山中寛（共に南関東地方競馬の場内実況を請け負うフリーアナウンサー事務所・耳目社所属）、高木大介（テレビ愛知）、米田元気（ラジオNIKKEI）といった数多くの競馬実況アナウンサーも輩出している。また、2008年5月〜2010年3月にかけてJRA-VANのホームページで毎週更新されるリレーコラム（「競馬かわらVAN」）の4人の執筆者のうちの1人（他の3人は原良馬・有吉正徳・鈴木淑子）として、月1回のペースでコラムを執筆していた。
競馬実況からは引退したが、競馬学校や関東の競馬場で行われる競馬学校騎手課程公開模擬レースの実況は引き続き担当している。また、2014年の秋から東京競馬開催中の毎週土曜日に「白川次郎さんと行く!スペシャルバックヤードツアー」が実施されている。

## 実況名言集
- 「マティリアルは、マティリアルは、マティリアルはその後のグループでちょっともがいている、ちょっともがいている、青い帽子は後方から4頭目だ!!」（1987年 日本ダービー、メリーナイス 鞍上・根本康広）
- 「さあオグリだ!! オグリだ!! 体半分リード! オグリキャップが先頭ゴールイン!! オグリキャップ日本一の座を獲得!」（1988年 有馬記念、オグリキャップ 鞍上・岡部幸雄）
- 「赤い帽子がただ一騎! メジロライアンが突っ込んできて現在4番手、坂を登り切りました!」「堂々逃げ切った! 見事、中野騎手! アイネスフウジン ダービー制覇!!」（1990年 日本ダービー、アイネスフウジン 鞍上・中野栄治）
- 「さあ頑張るぞ、オグリキャップ!! オサイチジョージ、ホワイトストーン、そしてメジロライアン! オグリだ!! オグリだ!! オグリキャップ! オグリキャップ優勝、ゴールイン!! オグリキャップです! ファンの夢をここで実現したオグリキャップ! 最後の最後を飾りました堂々の優勝であります!!」（1990年 有馬記念、オグリキャップ 鞍上・武豊）
- 「あと100（m）!! さあトウカイテイオー2冠目前!! 3馬身、4馬身リード! 圧勝です!! トウカイテイオーゴールイン!! 無敗のまま2冠達成したトウカイテイオー! 安田隆行騎手! やったとばかりに右ムチを軽くポォーンと小手先に入れました!!!」（1991年 日本ダービー、トウカイテイオー 鞍上・安田隆行）
- 「100（m）を切った! 独走に入った! これは強い! とてつもない強さ!! ミホノブルボン!! ミホノブルボン!! 圧勝でゴールイン!! 2番手接戦!」（1992年 日本ダービー、ミホノブルボン 鞍上・小島貞博）
- 「トウカイテイオーだ! トウカイテイオーだ! 1年ぶりの復活ゴールイン!! トウカイテイオーお見事! そしてビワハヤヒデ2着〜!」（1993年 有馬記念、トウカイテイオー 鞍上・田原成貴）
- 「ナリタブライアン圧勝でゴールインです!! 南井克巳騎手41歳! 堂々とダービージョッキーの座につきました!!」（1994年 日本ダービー、ナリタブライアン 鞍上・南井克巳）
- 「さあ先頭は、完全に抜けたスペシャルウィーク! さあ武豊、これはセーフティーリード! 断然強い! セイウンスカイが2番手か? 外から一気にボールドエンペラーが上がってくる! 先頭は、スペシャルウィークゴールイン!! 2番手は3頭でありますが、スペシャルウィーク! ついに武豊騎手、30（歳）を前にダービーを制覇!! ガッツポーズ、大きなガッツポーズ武豊!! スペシャルウィークやっぱり強かった!」（1998年 日本ダービー、スペシャルウィーク 鞍上・武豊）
- 「200（m）を切った! さあ、中を突いてナリタトップロード! 渡辺の夢が実るか? 大外からアドマイヤベガ、大外からアドマイヤベガ! 2頭の一騎討ちになったテイエムオペラオー3番手! アドマイヤベガだ! 武（豊）2連勝ゴールイン!! 史上初めてダービー2連覇武豊騎手! アドマイヤベガ見事な復活劇を見せました!!」（1999年 日本ダービー、アドマイヤベガ 鞍上・武豊）
- 「さあ先頭は、敢然と抜けたエアシャカール! そして、満を持して追い込んだアグネスフライト! エアシャカール、アグネスフライト! 3番手の位置には、もう1頭アタラクシア! 前は2頭並んだ! さあ、河内の夢はどうだっ! 2頭並んだ! アグネスフライト、エアシャカール!」（2000年 日本ダービー、アグネスフライト 鞍上・河内洋）

## エピソード
- 家族構成は妻と長女・長男。
- 趣味はテニスとカラオケで、テニスは実況の反射神経を衰えさせないための対策も兼ねている。
- 野球は長嶋茂雄が入団して以来の巨人ファン。
- 好きな言葉は「一期一会」。
- 宿直勤務にすっかり慣れた頃の新人時代、深夜に放送される『大学受験講座』で、先輩達同様に本編・CM・ナレーションを事前収録したが[8]、間違えて翌日放送分の本編を収録してしまった。放送中に「講義の内容が違っている」というリスナーからの電話でようやく気づき、慌ててお詫びアナウンスと本来放送予定の講義テープを流した。そして、夜勤明けの翌朝に大目玉を喰らって放送事故の報告書や始末書を書いている[2]。
- オグリキャップの引退レースとなった1990年の有馬記念では、その年の天皇賞（秋）6着、ジャパンカップ11着と惨敗が続いたオグリキャップをどう実況するか迷いながらファンファーレを聴いていたという。理由は「あれほどの名馬がラストランでズルズルと後退していく姿を見たくないと思いながらも、最後の最後で優勝するといったおとぎ話のような事が起こるとも思えなかったから」としている。しかし、3コーナーで中団から上がり、4コーナーで先行集団に取り付いてから、最後の直線に向いてもまだオグリキャップが食い下がっている姿を見て、ここまできたらあと一息、と次第にオグリキャップに感情移入して、「さあ頑張れ、オグリキャップ!」と言いそうになり、頭で思った事を一瞬の間に軌道修正するかのように「さあ頑張るぞ、オグリキャップ!」と叫んだことで、この名実況が生まれた[2][9]。
- 「現役の競馬実況アナウンサーで一番うまい」（成宮明光・元JRA調教師）と競馬ファン・競馬関係者を問わず高い支持を得ているが、「太宰啓介騎手」を「太宰治騎手」、「サダムブルースカイ」を「サダム・フセイン」と言い間違えたり、同じレースに出走している複数の馬名が混ざってしまったり[10]、『週刊競馬大道場!!』（2008年3月終了）の番組タイトルがうまく言えなかったりとおっちょこちょいな一面もある。
- 障害レースの実況中に咳き込んでしまった事がある。また改修前の新潟競馬場で、アナウンス中に小さな黄金虫が口の中に入ってしまい、絶句して5〜6秒ほど無音になってしまったこともあるという[2]。
- 「レースアナウンサー養成講座」を開講する話が持ち上がった時、彼をはじめとするアナウンサー陣は反対の立場を取っていた[2][11]。
- 「ラジオたんぱ（当時）の（競馬）アナウンサーは土・日の競馬の日以外は何をしているのですか?」という質問をよくされ、そのたびに「平日は聴かれていないのか…」と瞬間的に淋しくなるという[2]。
- 2005年秋の天皇賞が天覧競馬になった際、場内外に行幸啓を告げるアナウンスを務めた。
- 2013年12月31日に放送終了したグリーンチャンネル388ch、389chからハイビジョンの688ch、689chへの変更を促す映像に出演していた[12]。
- ラジオNIKKEIでは白川次郎競馬実況引退記念とラジオNIKKEI開局60周年記念の特別企画として、『白川次郎実況名勝負セレクション 厳選14レース』（CD）を2014年6月30日から、ラジオNIKKEI公式オンラインショップ「さうんろーど」のみで販売している。
- 競馬中継卒業後の土日を中心とした中央競馬開催日には、なるべく首都圏のウインズへ出かけるようにしているという。その目的は、今までは見晴らしの良い実況席を中心に競馬を見ていたので、今度は一般のファンと同じ目線で競馬を見てみたいと思ったためである。

## 主な実況歴（判明分）
GIレース
- 桜花賞（1976年）
- 皐月賞（1978年、1979年、1982年、1989年、1995年、2001年）
- NHKマイルカップ（1996年）
- 優駿牝馬（1977年、1983年〜1986年、1993年）[13]
- 東京優駿（1987年、1990年〜1992年、1994年〜2000年、2002年、2003年）
- 安田記念（1988年、2004年）
- 宝塚記念（1975年）
- スプリンターズステークス（1981年、1982年）
- 菊花賞（1974年）
- 天皇賞・秋（1980年〜1987年、1990年、1992年、1993年、2000年）
- ビクトリアカップ（1975年）
- ジャパンカップダート（2003年）
- ジャパンカップ（1991年）
- 中山大障害（2000年）
- 有馬記念（1988年、1990年、1992年、1993年、1995年〜1999年、2001年、2002年）

その他
- 金杯 (東)→中山金杯（1986年、1989年、2001年、2009年）
- 京成杯（1978年）
- アメリカジョッキークラブカップ（1989年、1996年、1997年）
- 共同通信杯4歳ステークス→共同通信杯（1992年、1997年、2002年）
- 東京新聞杯（1995年）
- ダイヤモンドステークス（1974年、2007年）
- 中山記念（1986年、1996年、1999年、2009年）
- 日経賞（1993年、1995年）
- 弥生賞（1983年、1984年、1998年）
- スプリングステークス（1997年）
- マーチステークス（2002年、2005年、2008年～2010年）
- 新潟大賞典（2000年）
- 青葉賞（1997年、2000年、2002年、2003年）
- NHK杯（1992年、1994年、1995年）
- ユニコーンステークス（1996年）
- ラジオたんぱ賞（1992年、1995年）
- 函館スプリントステークス（1997年）
- アイビスサマーダッシュ（2001年）
- 函館3歳ステークス（1980年）
- 函館記念（1985年、1988年）
- 関屋記念（1991年、1995年、2004年、2006年）
- 札幌記念（1986年）
- 新潟3歳ステークス（1986年、1997年、1998年、2001年）
- 新潟記念（2003年）
- 京王杯オータムハンデキャップ（1989年）
- セントライト記念（1992年、2004年、2005年、2007年、2008年）
- オールカマー（1990年、1993年）
- 毎日王冠（1977年、1984年、1992年）
- カブトヤマ記念（1996年、1997年）
- 東京障害特別 (秋)（1994年）
- アルゼンチン共和国杯（2007年）
- 武蔵野ステークス（2001年）
- 富士ステークス（2003年）
- 府中牝馬ステークス（2006年）
- 根岸ステークス（2000年）
- 京成杯3歳ステークス（1992年）

## 著書
- あと100っ!（ラジオNIKKEI、2002年12月2日）